# Ủy ban chuyên gia Liên Hợp Quốc về Quản lý thông tin Không gian Địa lý Toàn cầu
Ủy ban chuyên gia Liên Hợp Quốc về Quản lý thông tin Không gian Địa lý Toàn cầu hay Ủy ban các chuyên gia Liên Hợp Quốc về Quản lý thông tin Không gian Địa lý Toàn cầu, viết tắt theo tiếng Anh là UN-GGIM (United Nations Committee of Experts on Global Geospatial Information Management) là một sáng kiến của Liên Hợp Quốc nhằm thúc đẩy sự phát triển thông tin không gian địa lý toàn cầu.
Các hiệp hội không gian địa lý của UN-GGIM, trước đây là Ban Liên hợp các Hiệp hội Thông tin Không gian Địa lý (JBGIS, Joint Board of Geospatial Information Societies), là một liên minh được UN-GGIM công nhận, gồm có các tổ chức:
| Viết tắt                              | Tên tổ chức                                   | Tên giao dịch                                              |
| ------------------------------------- | --------------------------------------------- | ---------------------------------------------------------- |
| GRSS                                  | Hiệp hội Khoa học Địa lý và Viễn thám IEEE    | IEEE Geoscience and Remote Sensing Society                 |
| IAG                                   | Hiệp hội Trắc địa Quốc tế                     | International Association of Geodesy                       |
| ICA                                   | Hiệp hội Bản đồ Quốc tế                       | International Cartographic Association                     |
| FIG                                   | Liên đoàn Trắc địa Quốc tế                    | Fédération Internationale des Géomètres                    |
| IGU                                   | Hội liên hiệp Địa lý Quốc tế                  | International Geographical Union                           |
| IMIA                                  | Hiệp hội Công nghiệp Bản đồ Quốc tế           | International Map Industry Association                     |
| ISDE                                  | Hiệp hội Trái Đất Kỹ thuật số Quốc tế         | International Society for Digital Earth                    |
| ISPRS                                 | Hiệp hội Quốc tế về Quang trắc và Viễn thám   | International Society of Photogrammetry and Remote Sensing |
| Các tổ chức quan sát viên UN-GGIM GS: |                                               |                                                            |
| IHO                                   | Tổ chức Thủy văn Quốc tế                      | International Hydrographic Organization                    |
| URISA                                 | Hiệp hội Hệ thống Thông tin Khu vực và Đô thị | Urban and Regional Information Systems Association         |